# バリトーン
バリトーン、ないし、ヴァリトーン (Varitone) は、標準的なマイクロフォンの仕組みによらず、楽器から直接増幅して様々に電気的な効果（エフェクト）を加える、木管楽器用のピックアップとエフェクツ・ユニット（エフェクター）。1967年にセルマー社によってフルート、サクソフォーン、クラリネット用にユニットが開発され、販売された。システムが揃い、稼働できる形で現存するものは少ない。楽器としての電気サックスと説明されることもある。
「Varitone」は「多様な音色」といった含意の造語であり、声域のバリトン (baritone) とは綴り字は異なる。日本語では表記の揺れがあり、「バリトーン」、「ヴァリトーン」のほか、特に後述の「バリトーンスイッチ」の場合などには「バリトンスイッチ」とされることもある。

## セルマー・バリトーン
このシステムには、ピックアップ用のマイクロフォンも組み込まれ、コントロール・ボックスが付いており、演奏者は、専用に開発されたアンプに繋ぐことで、トレモロなどの効果や、簡単なイコライザーの機能（「明るい bright / 暗い dark」）をかけたり、オクターヴ下の音を同時に鳴らしたり、エコーをかけることができた。フルートのヘッドジョイント（頭部管）、サクソフォーンのネックジョイント、クラリネットのバレルジョイントに組み込むため、高い音圧と湿気に耐えるセラミック製のマイクロフォンが開発された。これは当時の新素材であった圧電素子を用いたものであった。ピックアップはプリアンプとコントロール・ボックスに接続され、コントロール・ボックスは楽器の底部のキーガードに取り付けられたり、演奏者のベルトに装着されたり、演奏者の首から紐でぶら下げられたりした。
セルマーからの依頼により電気関係のシステムを開発したのはエレクトロボイス社であった。
バリトーンを用いた著名な演奏者としては、エディ・ハリス、ルー・ドナルドソン、モー・コフマン、ソニー・スティットらがいる。マイケル・ブレッカーも、ブレッカー・ブラザーズ・バンドとしての活動の時期にはバリトーンを頻繁に使用していた。
バリトーンは、金管楽器のリード・パイプ (lead pipe) にはんだ付けして使用することもできた。ジャズ・トランペット奏者のクラーク・テリーは、インパルス!レコードから出した1967年のアルバム『イッツ・ホワッツ・ハプニン (It's What Happenin' The Varitone Sound Of Clark Terry)』でこれを活用している。当時のテリーは、セルマー社製品の愛用者であった。

## 同種の他社製品
同じような製品には、ハモンド社のハモンド・コンドル (Hammond Condor)、C・G・コン社のコン・マルチヴァイダー (Conn Multi-vider)、シカゴ・ミュージカル・インストゥルメンツ社が扱っていたアナログ・エフェクターのマエストロ (Maestro) シリーズなどがあった。

## ギターなどの「バリトーンスイッチ」

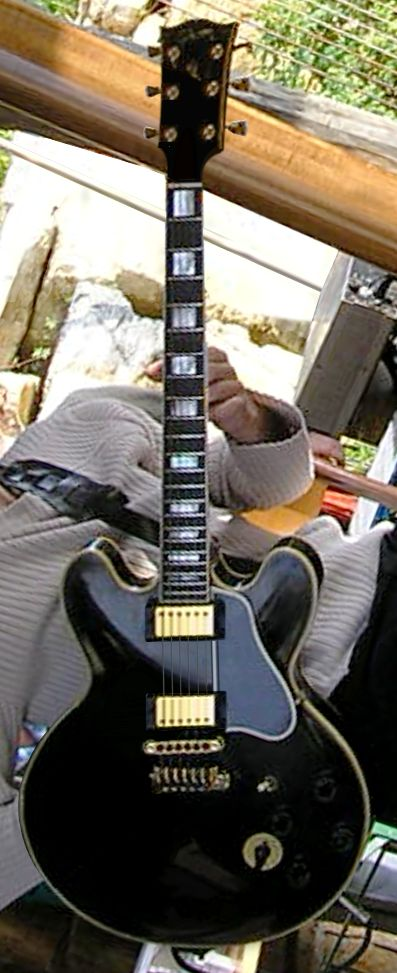
ES-355、ないし、それを模したモデル。右下の白い円形の上に黒い切り替えスイッチがついているのが、バリトーンスイッチ。

バリトーンという名称は、B.B.キングが「ルシール (Lucille)」と称したギブソン社のエレクトリック・ギターのシグネチャー・モデル ES-355 に取り付けられた音色を変えるロータリースイッチとしても広く知られている。
最初にバリトーンスイッチが最初に導入されたのは、1959年に発売されたギブソン ES-345 であり、6段階に音色を切り替えられた。6段階のうち「1」ではバリトーン回路を通さずそのままの音が流れるが、「2」では高音域がカットされる形となり、「3」以降はカットされる帯域が下がっていき、「6」では低音域がカットされて、それぞれ異なる音色となる。
ギブソン以外でも、B.C.リッチのギターやベースなどにバリトーンスイッチが付けられていた。
ギターの演奏において、エフェクター類を繋ぐことが一般化して以降も、バリトーンスイッチのあるギターやベースなどのモデルは製造されており、また、改造によって後からバリトーンスイッチを付ける場合もある。